# 제47회 골든 글로브상
제47회 골든 글로브상은 1989년 상영된 영화 중 가장 뛰어난 영화를 수상하기 위해 1990년 1월에 열린 시상식이다. 미국,캘리포니아/비버리 힐튼 호텔에서 개최되었다.

## 수상 및 후보

### 세실 B. 데밀 상
- 영혼은 그대 곁에 - 오드리 헵번 수상

### 작품상-드라마
- 7월 4일생 - 올리버 스톤 수상
- 죽은 시인의 사회 - 피터 위어
- 범죄와 비행 - 우디 앨런
- 영광의 깃발 - 에드워드 즈윅
- 똑바로 살아라 - 스파이크 리

### 여우주연상-드라마
- 사랑의 행로 - 미셸 파이퍼 수상
- 나치 학살 - 리브 울만
- 섹스 거짓말 그리고 비디오테이프 - 앤디 맥도웰
- 뮤직 박스 - 제시카 랭
- 철목련 - 샐리 필드

### 남우주연상-드라마
- 7월 4일생 - 톰 크루즈 수상
- 죽은 시인의 사회 - 로빈 윌리엄스
- 아버지의 황혼 - 잭 레먼
- 사랑의 파도 - 알 파치노
- 나의 왼발 - 다니엘 데이 루이스

### 작품상-뮤지컬코미디
- 드라이빙 미스 데이지 - 브루스 베레스포드 수상
- 해리가 샐리를 만났을 때 - 로브 라이너
- 장미의 전쟁 - 대니 드비토
- 인어 공주 - 존 머스커
- 여자의 이별 - 루이스 길버트

### 여우주연상-뮤지컬코미디
- 드라이빙 미스 데이지 - 제시카 탠디 수상
- 그녀는 악마 - 메릴 스트립
- 해리가 샐리를 만났을 때 - 멕 라이언
- 장미의 전쟁 - 캐슬린 터너
- 여자의 이별 - Pauline Collins

### 남우주연상-뮤지컬코미디
- 드라이빙 미스 데이지 - 모건 프리먼 수상
- 배트맨 - 잭 니콜슨
- 장미의 전쟁 - 마이클 더글라스
- 우리 아빠 야호 - 스티브 마틴
- 해리가 샐리를 만났을 때 - 빌리 크리스탈

### 여우조연상
- 철목련 - 줄리아 로버츠 수상
- 우리 아빠 야호 - 다이앤 위스트
- 스캔달 - 브리짓 폰다
- 나의 왼발 - 브렌다 프리커
- 섹스 거짓말 그리고 비디오테이프 - 로라 산 지아코모

### 남우조연상
- 영광의 깃발 - 덴젤 워싱턴 수상
- 똑바로 살아라 - 대니 에일로
- 백색의 계절 - 말론 브란도
- 인디아나 존스 - 최후의 성전 - 숀 코네리
- 상처 뿐인 훈장 - 에드 해리스
- 참전 용사 - 브루스 윌리스

### 외국어 영화상
- 시네마 천국 - 쥬세페 토르나토레 수상
- 사랑의 행로 - 스티븐 클로브즈
- 까미유 끌로델 - 브루노 누이땅
- 몬트리올 예수 - 데니 아르캉
- 여자 이야기 - 끌로드 샤브롤

### 감독상
- 7월 4일생 - 올리버 스톤 수상
- 죽은 시인의 사회 - 피터 위어
- 영광의 깃발 - 에드워드 즈윅
- 해리가 샐리를 만났을 때 - 로브 라이너
- 똑바로 살아라 - 스파이크 리

### 각본상
- 7월 4일생 - 올리버 스톤 수상
- 해리가 샐리를 만났을 때 - 노라 에프론
- 똑바로 살아라 - 스파이크 리
- 섹스 거짓말 그리고 비디오테이프 - 스티븐 소더버그
- 죽은 시인의 사회 - 톰 슐만

### 음악상
- 인어 공주 - 앨런 멘켄 수상
- 사랑의 행로 - 데이브 그루신
- 전쟁의 사상자들 - 엔니오 모리꼬네
- 7월 4일생 - 존 윌리엄스
- 영광의 깃발 - 제임스 호너

### 주제가상
- 인어 공주 - 앨런 멘켄 수상
- 영광의 깃발 - 마빈 햄리시
- 인어 공주 - 앨런 멘켄
- 우리 아빠 야호 - 랜디 뉴먼
- 천사의 선택 - 톰 스노우

## 같이 보기
- 제62회 아카데미상
- 제10회 골든 래즈베리상
- 제43회 영국 아카데미 영화상